# Linh hứng

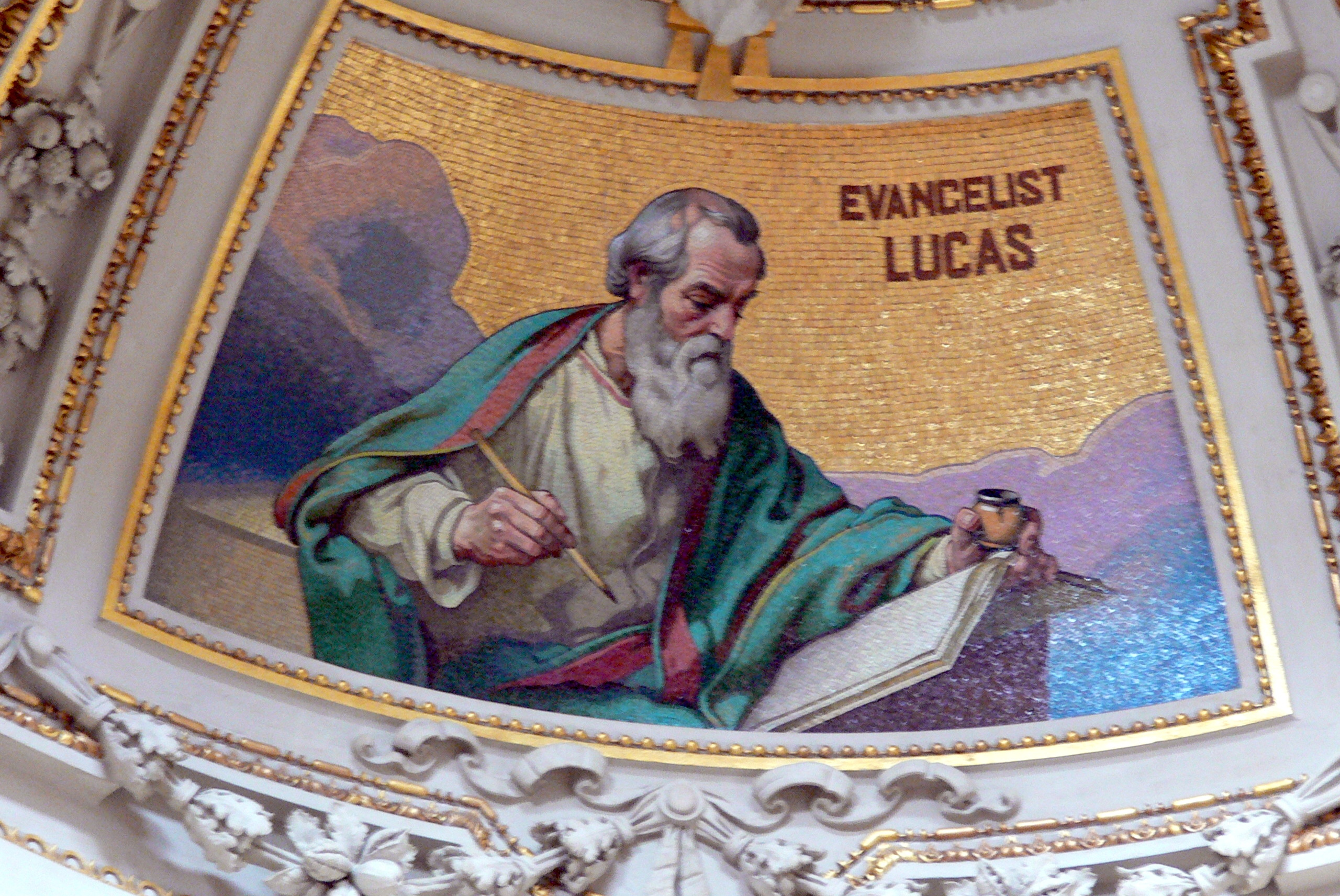
Thánh Luca được cho là tác giả của các sách Phúc Âm Luca và Công vụ Tông đồ, tranh khảm bên trong Nhà thờ lớn Berlin

Linh hứng (theo cách gọi của Công giáo) hoặc Sự soi dẫn (theo cách gọi của Tin lành) là một giáo lý trong thần học Kitô giáo dạy rằng các tác giả con người của các sách trong Kinh Thánh đã được dẫn dắt bởi Thiên Chúa hoặc chịu ảnh hưởng của Thiên Chúa, với kết quả là các sách của họ có thể được coi là lời của Thiên Chúa theo một ý nghĩa nhất định.
Các quan điểm khác nhau có liên quan nhưng không hoàn toàn đồng nhất về linh hứng bao gồm:
- quan điểm xem Kinh Thánh như là lời của Thiên Chúa được linh hứng: niềm tin rằng Thiên Chúa, thông qua Chúa Thánh Thần, đã can thiệp và tác động lên từ ngữ, thông điệp, và sự đối chiếu Kinh Thánh[2]
- quan điểm xem Kinh Thánh là không thể sai lầm, và không thể có sai sót trong những vấn đề về niềm tin và việc thực hành niềm tin, nhưng không hẳn là không có sai sót đối với những vấn đề về lịch sử và khoa học
- quan điểm cho rằng Kinh Thánh thể hiện lời của Thiên Chúa không có sai sót, không có sai sót ở mọi khía cạnh, đã được phán bởi Thiên Chúa và viết xuống trong hình thức hoàn chỉnh bởi con người

Trong những quan điểm khái quát này có nhiều trường phái giải nghĩa Kinh Thánh. "Những nhà nghiên cứu Kinh Thánh cho rằng nghiên cứu về Kinh Thánh phải được đặt trong bối cảnh của lịch sử giáo hội và tiếp đến là trong bối cảnh văn hóa đương đại." Một số tín hữu cho rằng Kinh Thánh không chỉ là không có sai sót, nhưng ý nghĩa của Kinh Thánh cũng rõ ràng đối với một độc giả thông thường.
Có nhiều chỗ trong Kinh Thánh đề cập đến linh hứng liên quan đến việc viết Kinh Thánh. Trong cuốn Giới thiệu chung về Kinh Thánh, các tác giả Norman Geisler và William Nix có viết: "Quá trình linh hứng là một mầu nhiệm về sự quan phòng của Thiên Chúa, nhưng kết quả của quá trình này là một bản ghi chép lời nói, đầy đủ, không có sai sót và có thẩm quyền." Hầu hết những nhà nghiên cứu Kinh Thánh chỉ quy sự linh hứng cho bản Kinh Thánh gốc; ví dụ một số tín hữu Tin Lành Hoa Kỳ tuân theo Tuyên bố tại Chicago về sự không sai sót của Kinh Thánh (Chicago Statement on Biblical Inerrancy) năm 1978 là một tuyên bố khẳng định rằng linh hứng chỉ áp dụng cho bản Kinh Thánh ban đầu hiện không còn tồn tại. Có một bộ phận trong số những người theo học thuyết về hiểu Kinh Thánh theo nghĩa đen, chẳng hạn như những người theo phong trào "Chỉ duy nhất bản dịch Vua James", mở rộng tuyên bố về sự không sai sót để bao gồm một bản dịch Kinh Thánh cụ thể.

## Từ nguyên
Từ linh hứng có nguồn gốc từ bản Kinh Thánh tiếng Latinh Vulgate và bản Kinh Thánh tiếng Anh của Vua James được dịch từ một từ trong tiếng Hy Lạp là θεοπνευστος (theopneustos, nghĩa đen là "được Thiên Chúa hà hơi") được tìm thấy trong 2 Ti-mô-thê 3:16 - 3:17:
πᾶσα γραφὴ θεόπνευστος καὶ ὠφέλιμος πρὸς διδασκαλίαν, πρὸς ἐλεγμόν, πρὸς ἐπανόρθωσιν, πρὸς παιδείαν τὴν ἐν δικαιοσύνῃ, ἵνα ἄρτιος ᾖ ὁ τοῦ θεοῦ ἄνθρωπος, πρὸς πᾶν ἔργον ἀγαθὸν ἐξηρτισμένος.
Omnis Scriptura divinitus inspirata utilis est ad docendum, ad arguendum, ad corripiendum, et erudiendum in justitia: ut perfectus sit homo Dei, ad omne opus bonum instructus.
Tất cả những gì viết trong Sách Thánh đều do Thiên Chúa linh hứng, và có ích cho việc giảng dạy, biện bác, sửa dạy, giáo dục để trở nên công chính. Nhờ vậy, người của Thiên Chúa nên thập toàn, và được trang bị đầy đủ để làm mọi việc lành.
Khi Thánh Giêrônimô dịch bản Kinh Thánh tiếng Hy Lạp sang ngôn ngữ của người Latium (khu vực trung tâm ở miền tây nước Ý, nơi có thành phố Roma), ông đã dịch từ theopneustos trong tiếng Hy Lạp là divinitus inspirata (tức là "được Thiên Chúa thổi vào"). Từ "linh hứng" bắt nguồn từ một danh từ trong tiếng Latinh là inspiratio cũng như từ một động từ là inspirare. Inspirare là một từ ghép do tiền tố in (bên trong, vào trong) và động từ spirare (thở). Inspirare ban đầu có nghĩa là "thổi vào", ví dụ như trong câu của nhà thơ La Mã Ovid: "conchae [...] sonanti inspirare iubet" ("anh ta ra lệnh thổi vào [...] vỏ cộng hưởng"). Trong thời La Mã cổ điển, inspirare có nghĩa là "hít thở sâu" và cũng được coi là nghĩa bóng của "làm cho thấm nhuần [một điều gì đó] trong tấm lòng hoặc trong tâm trí của một ai đó". Trong thần học Cơ Đốc giáo, từ tiếng Latinh inspirare đã được một số Giáo phụ trong Giáo hội sử dụng trong những thế kỷ đầu tiên để phiên dịch từ pnéo trong tiếng Hy Lạp.

## Các quan điểm

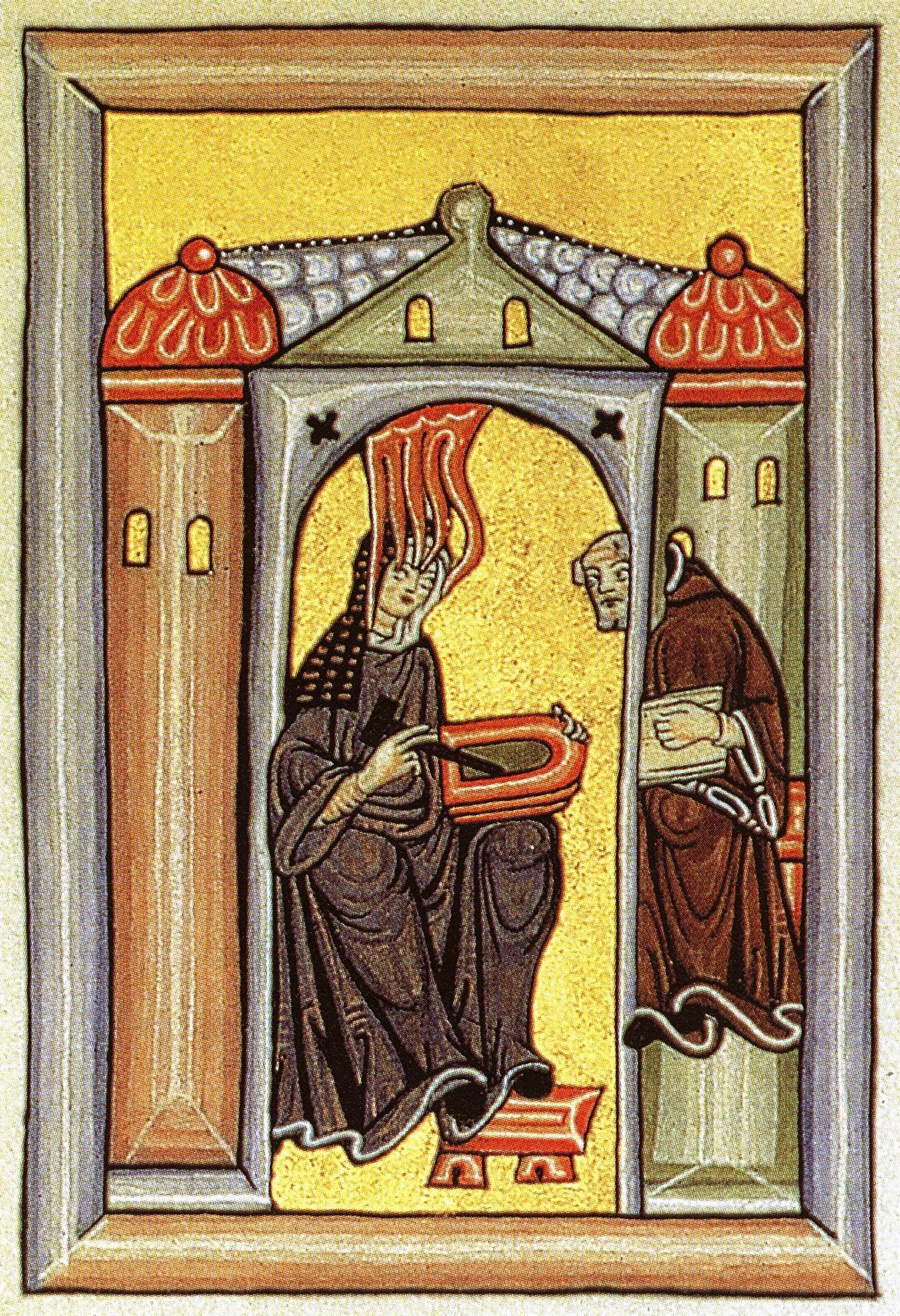
Hildegard xứ Bingen được linh hứng (tranh minh họa trong Codex Rupertsberger, khoảng năm 1180)

Một cuộc khảo sát của Tổ chức Gallup vào năm 2011 ghi nhận rằng: "49% người Mỹ nói rằng Kinh Thánh là lời được Thiên Chúa linh hứng nhưng điều đó không nên được hiểu theo nghĩa đen, đây luôn là quan điểm phổ biến nhất trong lịch sử gần 40 năm của Gallup về câu hỏi này."

### Công giáo
Giáo hội Công giáo tin rằng Kinh Thánh được Thiên Chúa linh hứng, nhưng không xem Thiên Chúa là tác giả trực tiếp của Kinh Thánh, nghĩa là Thiên Chúa đã không đặt một cuốn sách 'làm sẵn' vào tâm trí người được linh hứng.
Giáo hoàng Biển Đức XVI đã đưa ra lời giải thích sau đây vào năm 2007:
Kinh Thánh xuất hiện từ trong lòng một chủ thể sống động -- những người hành hương của Thiên Chúa -- và sống động trong cùng chủ thể này... Tác giả cá nhân hoặc nhóm tác giả... không có sự tự chủ... họ là một phần của... "dân của Thiên Chúa",... "tác giả" sâu xa hơn của Kinh Thánh.... Tương tự, dân này... biết rằng họ được dẫn dắt, và được nói chuyện với chính Thiên Chúa, Đấng -- thông qua con người và nhân tính của họ -- đang phán ở mức độ sâu xa nhất.
Quan điểm của Công giáo về linh hứng bắt nguồn từ niềm tin vào tính xác thực lịch sử của nền tảng của một hội thánh không thể lay chuyển, và việc Giê-su trao thẩm quyền giảng dạy cho giáo hội đó thông qua các tông đồ của ngài. Bởi vì giáo hội đã chỉ định quy điển thông qua truyền thống của mình, quyền hạn của giáo hội trong việc xác định các sách được linh hứng được chấp nhận, hơn là bất kỳ tuyên bố khép kín hoặc cố hữu nào của chính Kinh Thánh.

### Tin lành
Theo Frederic Farrar, Martin Luther không hiểu sự linh hứng theo hướng Thánh Kinh được đọc chính tả để viết ra một cách hoàn toàn máy móc. Thay vào đó, Luther "cho rằng Kinh Thánh đã không được Chúa Thánh Thần đọc chính tả, nhưng sự soi sáng của Chúa Thánh Thần đã tạo ra trong tâm trí các tác giả Kinh Thánh sự hiểu biết về sự cứu chuộc, để lẽ thật thiêng liêng đã được thể hiện dưới hình thức con người, và sự hiểu biết về Thiên Chúa trở nên sự hiểu biết cá nhân của con người. Việc viết Kinh Thánh thực tế là một hành động có tính chất con người chứ không phải là một hành động siêu nhiên." John Calvin cũng bác bỏ thuyết đọc chính tả.
Mặc dù Luther không tin rằng Thiên Chúa đã trực tiếp viết ra Kinh Thánh, ông khẳng định rằng "[Một Cơ đốc nhân ngoan đạo] không nên nghi ngờ dù cho [Kinh Thánh] có vẻ đơn giản đến mức nào, rằng đây chính là những lời nói, việc làm, sự phán xét và lịch sử của sự uy nghiêm và sự khôn ngoan của Thiên Chúa."
Giáo lý Duy Kinh Thánh (sola Scriptura) là một trong những giáo lý cốt lõi trong giai đoạn Cải cách Kháng nghị (Tin lành). Giáo lý này dạy rằng Kinh Thánh là thẩm quyền cuối cùng đối với các vấn đề đạo đức, tâm linh, và đối với một số người, cả các vấn đề dân sự. Như Luther đã nói, "Quy tắc thực sự là thế này: Lời của Thiên Chúa sẽ thiết lập các niềm tin căn bản, và không ai khác, ngay cả thiên thần có thể làm như vậy."
Những tín hữu Tin Lành thừa nhận sự tồn tại của những khác biệt trong văn bản giữa các lời tường thuật trong Kinh Thánh về các sự kiện, bài phát biểu có vẻ giống hệt nhau. Họ coi những điều này là bổ sung cho nhau, không phải là mâu thuẫn với nhau và giải thích chúng là các quan điểm khác nhau của những tác giả khác nhau. Ví dụ, Phúc âm Mát-thêu được định để truyền đạt Phúc Âm cho người Do Thái, Phúc âm Lu-ca cho người Hy Lạp và Phúc âm Mác-cô cho người La Mã. Những nhà biện giải học Tin Lành như John W. Haley trong cuốn Những sai lệch được dẫn ra trong Kinh Thánh và Norman Geisler trong cuốn Khi những kẻ chỉ trích hỏi đã đề xuất câu trả lời cho hàng trăm những mâu thuẫn được nêu ra. Một số điểm mâu thuẫn được giải thích bởi những thay đổi từ autographa (bản thảo gốc) đã xảy ra trong quá trình sao chép, một cách cố ý hoặc vô tình.
Một số phương pháp tiếp cận cơ bản của sự linh hứng được tóm tắt sau đây::239
- Thuyết đọc chính tả: Thuyết đọc chính tả cho rằng Thiên Chúa đã đọc từng chữ một trong các sách Kinh Thánh, cho thấy các tác giả chỉ là những công cụ được sử dụng để truyền đạt thông điệp chính xác từng ly của Thiên Chúa.[23]
- Thuyết linh hứng nguyên vẹn bằng lời nói: Quan điểm này mang lại vai trò to lớn hơn cho những người viết Kinh Thánh trong khi vẫn duy trì niềm tin rằng Thiên Chúa bảo tồn tính toàn vẹn của các lời trong Kinh Thánh. Hiệu ứng của linh hứng là đã thúc đẩy các tác giả tạo ra những lời mà Thiên Chúa muốn. Theo quan điểm này, "lý lịch, đặc điểm cá nhân và phong cách văn chương của các tác giả con người thực sự là của họ, nhưng đã được Thiên Chúa chuẩn bị để sử dụng làm công cụ của ngài trong việc tạo ra Kinh Thánh."[24] Tuy nhiên, thuyết này bổ sung rằng "Thiên Chúa kiểm soát một cách bí ẩn quá trình để mọi từ được viết ra cũng chính là từ mà ngài muốn viết - không có bất kỳ sai sót nào."[25]
- Thuyết trực giác: Các tác giả của Kinh Thánh chỉ là những nhà thông thái, vì vậy Kinh Thánh được linh hứng từ sự hiểu biết cấp tiến của con người.[26]
- Thuyết linh hứng một phần: Kinh Thánh là không thể sai lầm trong các vấn đề về đức tin và thực hành / đạo đức, nhưng có thể có sai sót trong lịch sử hoặc khoa học (ví dụ: vụ nổ lớn có thể là thật, và câu chuyện về sự sáng tạo trong sách Sáng Thế mang tính ngụ ngôn nhiều hơn là tính lịch sử).
- Thuyết linh hứng năng động: Những tư tưởng trong Kinh Thánh được linh hứng, nhưng những từ ngữ được sử dụng phụ thuộc vào cá nhân người viết. Điều này cho thấy thông điệp cơ bản của Kinh Thánh được linh hứng, trong khi cách diễn đạt cụ thể là linh động.

Như các tín hữu hệ phái Luther thừa nhận trong Tín điều Nicea, Chúa Thánh Thần đã "dùng các tiên tri mà phán dạy". Tác phẩm Bảo vệ cho Tuyên bố chung tại Augsburg đồng nhất Kinh Thánh với Lời của Thiên Chúa và gọi Chúa Thánh Thần là tác giả của Kinh Thánh.